# Hel (regno)
Nella mitologia norrena, il regno di Hel è, presumibilmente, uno dei nove mondi della cosmologia scandinava, la dimora dei morti.
È la dimora della regina dei morti Hel, e da questo prende il nome; infatti è anche conosciuto come Helheimr (appunto "regno, mondo, patria di Hel"), anche se questo termine è un neologismo non direttamente attestato nei testi norreni. La regina ha un aspetto raccapricciante, dal colorito parzialmente cadaverico, abita in un palazzo privo di qualunque agio, e dorme su un letto dal nome "giaciglio di morte".

## Descrizione
Hel è il regno più basso di tutti i mondi, ed è descritto come una landa oscura e gelata, sferzata dal vento e battuta dalle piogge. La popolano le ombre delle persone che si sono macchiate di gravi colpe (tradimento, assassinio), ma anche le anime di coloro che sono morti senza gloria o di malattia.
A volte il regno di Hel sembra potersi identificare con il Niflheimr, e non sempre è chiara la differenza tra i due mondi. Se il Niflheimr è tradizionalmente situato a settentrione, direzione considerata infausta nella tradizione scandinava, è pur anche attestato che la strada per il regno di Hel vada "verso il basso e verso nord" (Gylfaginning, 49), lasciando appunto intendere che anche il regno dei morti si trovasse in questa direzione. Si noti che in alcuni testi il regno di Hel e il Niflheimr sembrano confondersi nella comune nozione del Niflhel, la terra delle nebbie.
Come afferma il gigante Vafþrúðnir in un poema eddico:

Frá jötna rúnom

ok allra goða

ek kann segja satt,

þvíat hvern hefi ek heim um komit;

nío kom ek heima

fyr Níflhel neðan,

hinig deyja ór heljo halir.»

Delle rune dei giganti

e di tutti gli dèi,

posso dire il vero,

poiché in ogni mondo son giunto:

giunsi nei nove mondi

fino al Niflhel in basso,

presso Hel, dove vanno i morti.»
(Edda poetica - Vafþrúðnismál - Il Discorso di Vafþrúðnir)
Per tutti coloro morti senza gloria, la prima tappa è il Gnipahellir, una caverna buia e profonda alla cui guardia vi è il terribile cane Garmr, dal petto contrassegnato da vistose macchie di sangue umano, superato il quale il percorso in discesa costeggia il fiume sotterraneo Gjöll, nelle cui acque scorrono lame di spade. Si accede al regno di Hel tramite il Gjallarbrú, il ponte d'oro che scavalca il fiume. A guardia di tale ponte, sul quale transitò Hermóðr durante la sua missione per recuperare Baldr dal mondo dei morti, vigila la fanciulla chiamata Móðguðr. Oltre vi è Nástrandir, la spiaggia dei cadaveri, e non lontano si aprono i cancelli di Helgrind, che conducono alla dimora della regina Hel. Tale dimora ha le pareti e il tetto fatto di dorsi di serpenti intrecciati, le cui teste sputano veleno verso l'interno. Le porte del palazzo sono rivolte a settentrione, contrariamente a quanto avveniva nella costruzione degli edifici nel nord Europa, le cui porte erano regolarmente rivolte a sud, la direzione del sole e della buona sorte.
Helheim è formato da vari ambienti, quali per esempio la spiaggia dei morti, destinata ad ospitare gli assassini e gli adulteri, la cui pena consiste nell'essere sbranati da un dragone; inoltre si vedono privati delle unghie, con le quali viene costruita la nave Naglfar, che dovrà trasportarli verso l'epica guerra contro le forze della Valhalla. 
Alla porta dei morti le donne, contrariamente alle Valchirie, offrono urina di capra ai condannati.

## Hel nella cultura moderna
- Nel videogioco Tomb Raider: Underworld, Lara Croft individua l'accesso al mondo di Helheim nelle profondità del Mar Artico. Per aprire le sue porte è però necessario Mjöllnir, il mitico martello da guerra del dio norreno Thor. Inoltre, Helheim viene fatta coincidere con la dimensione della mitica Avalon.
- Il videogioco "Hellblade: Senua's Sacrifice" è ambientato nel regno di Hel.
- La casa produttrice di fumetti, Marvel Comics, si è ispirata alla cultura e al mito norreno per la creazione di alcuni supereroi come Thor o supercattivi come Loki, personaggi che vennero interpretati rispettivamente da Chris Hemsworth e Tom Hiddleston all'interno del Marvel Cinematic Universe. Nel caso di Hel (Hela nei prodotti Marvel) viene interpretata nel film del 2017 Thor: Ragnarok da Cate Blanchett.
- Nel videogioco God of War (videogioco 2018) è possibile accedere al regno di Hel. Sarà un regno esplorabile anche nel sequel God of War:Ragnarok.